# Camellia transarisanensis
Camellia transarisanensis är en tvåhjärtbladig växtart som först beskrevs av Bunzo Hayata, och fick sitt nu gällande namn av Kanehira. Camellia transarisanensis ingår i släktet Camellia och familjen Theaceae. Inga underarter finns listade i Catalogue of Life.